# Rhyacophila schmidinarica
Rhyacophila schmidinarica là một loài Trichoptera trong họ Rhyacophilidae. Chúng phân bố ở miền Cổ bắc.